# سينيس (أسطورة)

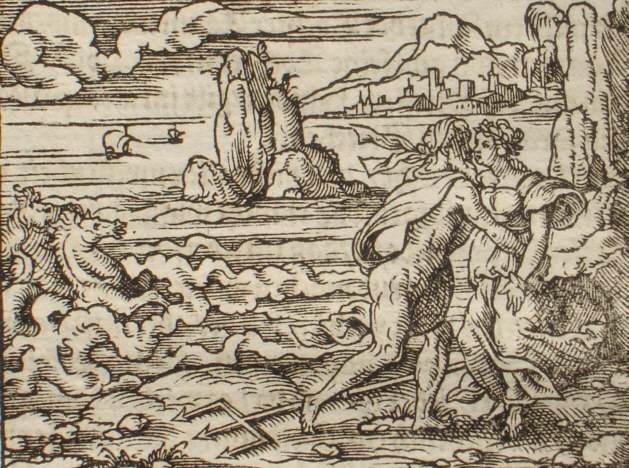
بوسيدون وسينيس، توضيح نقش خشبي لـ Ovid بواسطة Virgil Solis 1563.

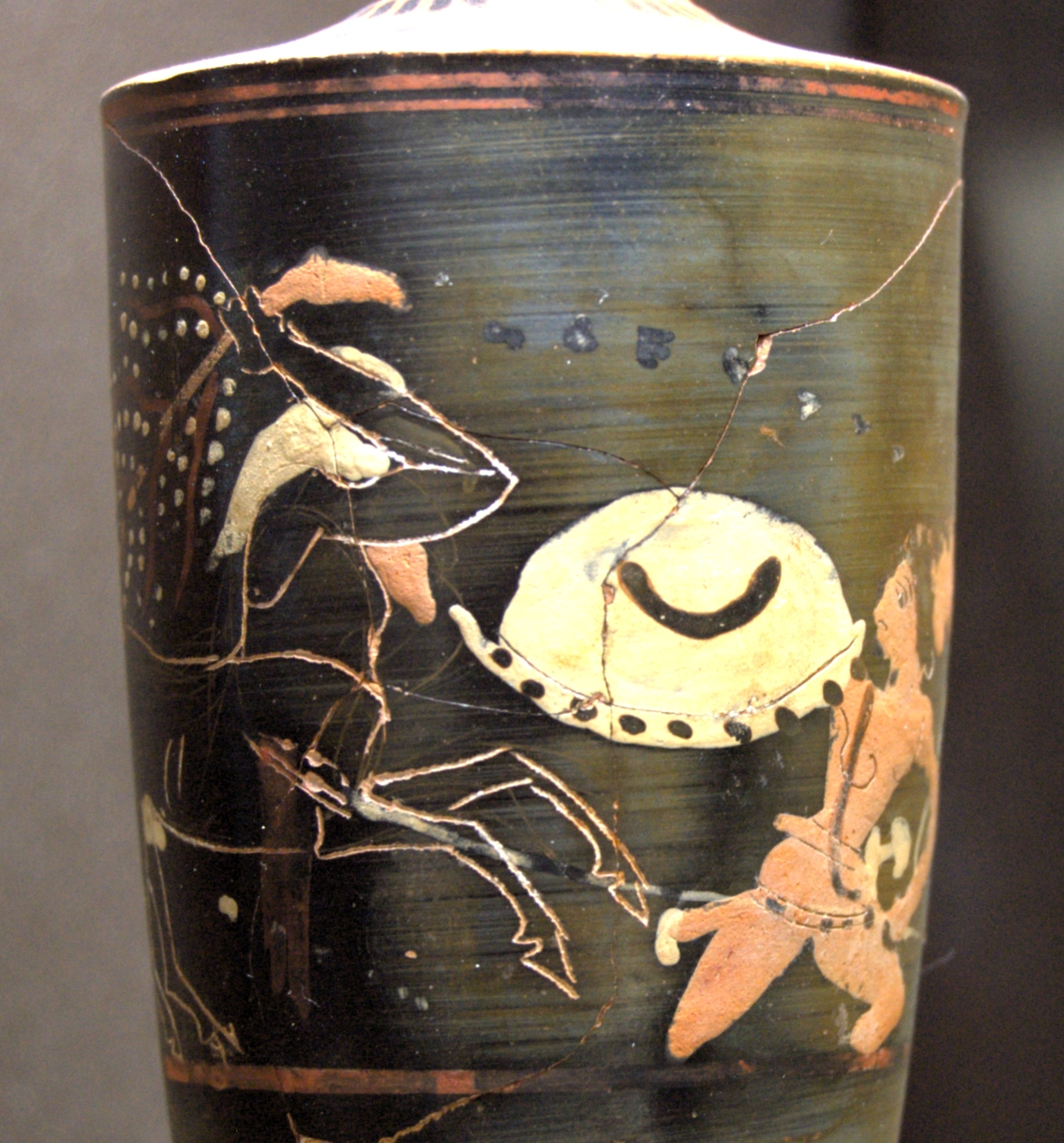
سينيس يتقاتل مع قنطور، كاليفورنيا. 500-490 قبل الميلاد، اللوفر (CA 2494).

سينيس (بالإنجليزية: Caenis) في الميثولوجيا الإغريقية هي عذراء يونانية جميلة، ابنة إلاتوس، التي اغتصبها بوسیدون Poseidon بعد ذلك وعدها بأن ينفذ أي رغبة تطلبها؛ فطلبت أن تصبح رجلا، بحيث لا يتكرر الاغتصاب لها ثانية. فحولها إلى محارب لا يقهر، وانتقمت من الجنس الذي سبب لها هذه الأذية، بأن قتلت الكثير من الرجال في الحرب. بعض الروايات تزعم أنها قتلت كرجل (في المعركة ضد القنطورات centaurs في حفلة زفاف بیریثوس [الإنجليزية] وهيبوداميا) وتحولت ثانية إلى أنثى ودفنت. وفي روايات أخرى جاء أنها خالدة ودفنت حية تحت ركام من الصخور وجذوع الشجر التي ألقاها عليها القنطورات في المعركة.

## كانيوس
كانيوس (بالإنجليزية: Caeneus) محارب من تيساليا تطوع للمساهمة بمطاردة الخنزير البري الكاليدوني Calydonian boar وقتل في المعركة التي دارت بين اللابيثيين Lapiths والقنطورات Centaurs. كان كانيوس بالأصل فتاة عذراء فائقة الجمال، فاغتصبها بوسیدون Poseidon ووعدها أن ينفذ أي رغبة تطلبها منه، فطلبت أن تصبح رجلا، حتى لا يحدث معها ما صار مرة ثانية. ولبى لها رغبتها، بل جعل الجسد الجديد منيعا ضد كل أنواع الأسلحة. وفي حفلة زفاف بيريتوس Pirithous عندما اندلع القتال بين اللابيثيين والقنطورات، قتل كانيوس الكثير من القنطورات ولكنه ظل هو نفسه دون أذى. أخيرا بدأ غوغاء القنطورات يرمون عليه أشجار الصنوبر، فانسحق جسده تحت هذا الثقل الضخم. ومن كومة الخشب طار عصفور "الكلمة تعني "الجديد".